# 三美神 (ラファエロの絵画)
『三美神』（さんびしん、The Three Graces）は、イタリアの画家ラファエロ・サンティの油彩画で、フランス、シャンティイのコンデ美術館に所蔵されている。ラファエロがピエトロ・ペルジーノから教えを受けていた1500年頃、おそらく1503年から1505年に描かれたと見られているが、いつ描かれたのかは明確には分かっていない。ジェームス・パトリックによると、この絵画はラファエロが裸の女性の正面と背面を描いた最初の作品である。